# István Balogh
István Balogh (* 21. September 1912 in Budapest; † 27. Oktober 1992 ebenda) war ein ungarischer Fußballspieler und -trainer.

## Spielerkarriere

### Verein
Balogh spielte von 1933 bis 1946 ausschließlich für Újpest Football Club – in den letzten beiden Spielzeiten unter den Namen Újpesti Torna Egylet – mit dem er viermal die Meisterschaft gewann. Mit seinem Verein nahm er zudem am ersten internationalen Wettbewerb für Vereinsmannschaften teil. Die in Hin- und Rückspiel ausgetragenen Finalspiele um den Mitropapokal endeten 1939 mit 4:1 und 2:2 gegen Ferencváros Budapest. Im Rückspiel im heimischen Stadion gelang ihm in der 82. Minute der Treffer zum 2:2-Endstand. 

### Nationalmannschaft
Balogh absolvierte 13 Länderspiele für die Nationalmannschaft Ungarns. Sein Debüt gab er am 10. Oktober 1937 in Wien beim 2:1-Sieg im Testspiel gegen die Nationalmannschaft Österreichs. Er nahm mit der Nationalmannschaft an der vom 4. bis 19. Juni 1938 in Frankreich ausgetragenen Weltmeisterschaft teil und bestritt einzig das am 5. Juni mit 6:0 gewonnene Achtelfinalspiel gegen die Niederländisch-Indische Nationalmannschaft. Sein letztes Spiel im Nationaltrikot bestritt er am 2. Mai 1940 in Budapest beim 1:0-Sieg im Testspiel gegen die Nationalmannschaft Kroatiens. 

## Erfolge
- Zweiter der Weltmeisterschaft 1938
- Mitropapokal-Sieger 1939
- Ungarischer Meister 1935, 1939, 1945, 1946

## Trainerkarriere
Balogh trainierte in der Saison 1948/49 die erste Mannschaft von Újpesti TE, mit der er am Saisonende den vierten Platz belegte. Ein zweites Mal war er Trainer dieses Vereins vom 1. Januar bis 31. Dezember 1958, der zu jener Zeit unter den Namen Újpesti Dózsa Sport Club auftrat. 